# Muzyczne Radio
Muzyczne Radio – jeleniogórska rozgłośnia radiowa, pierwsza z komercyjnych na Dolnym Śląsku.
Radio powstało 23 lutego 1993 roku i emituje swój program. Muzyczne Radio to jedyna w Jeleniej Górze rozgłośnia nadająca o charakterze lokalnym.
Szefem muzycznym radia jest Tomasz Dudkiewicz.
Do rozpoznawalnych audycji należą Hit Planeta oraz lista Dance Mix Chart nadawana od 17 października 1997, która składa się z klubowych nowości oraz klasyków muzyki trance.
Stacja ze wszystkich nadajników wysyła sygnał Radio Data System (RDS).
Muzyczne Radio posiada duży zasięg techniczny  – stację można odebrać w dobrej jakości na terenie Dolnego Śląska, w Wielkopolsce (do okolic Poznania), na ziemi lubuskiej (do okolic Świebodzina) oraz w zachodnich krańcach Opolszczyzny. Miejscowo odbiór jest możliwy również na terytorium Niemiec i Czech.
W 2024 otrzymało Złotą Odznakę Honorową Zasłużony dla Województwa Dolnośląskiego.

## Lokalizacje stacji nadawczych
Radio analogowe FM
Stan na 11 kwietnia 2017:
- Jelenia Góra / Góra Baraniec – 105,8 MHz (10 kW)
- Jelenia Góra / Wzgórze Kościuszki – 90,9 MHz (1 kW)
- Świeradów-Zdrój / Góra Świeradowiec – 106,7 MHz (5 kW)
- Wałbrzych / Góra Chełmiec, Wieża – 90,9 MHz (5 kW) i 106,7 MHz (0,78 kW)
- Bogatynia / KWB Turów – 106,7 MHz (0,16 kW)

Radio cyfrowe DAB+
Stan na 22 grudnia 2022:
- Szczecin: kanał 10A
- Województwo małopolskie i Podkarpackie: kanał 10B
- Województwo śląskie: kanał 5B, dwa nadajniki
- Województwo opolskie: kanał 10C
- Kraków i okolice: kanał 9A
- Andrychów: kanał 8D
- Warszawa: kanał 11B, nadajnik na budynku WTT
- Wrocław: kanał 12B, nadajnik na budynku Sky Tower
- Katowice: kanał 10B, nadajnik na budynku Altus
- Gdańsk: kanał 5C, nadajnik na budynku Olivia Star
- Łódź: kanał 10C, nadajnik na kominie EC4